# キネマ通り商店街 (伊東市)

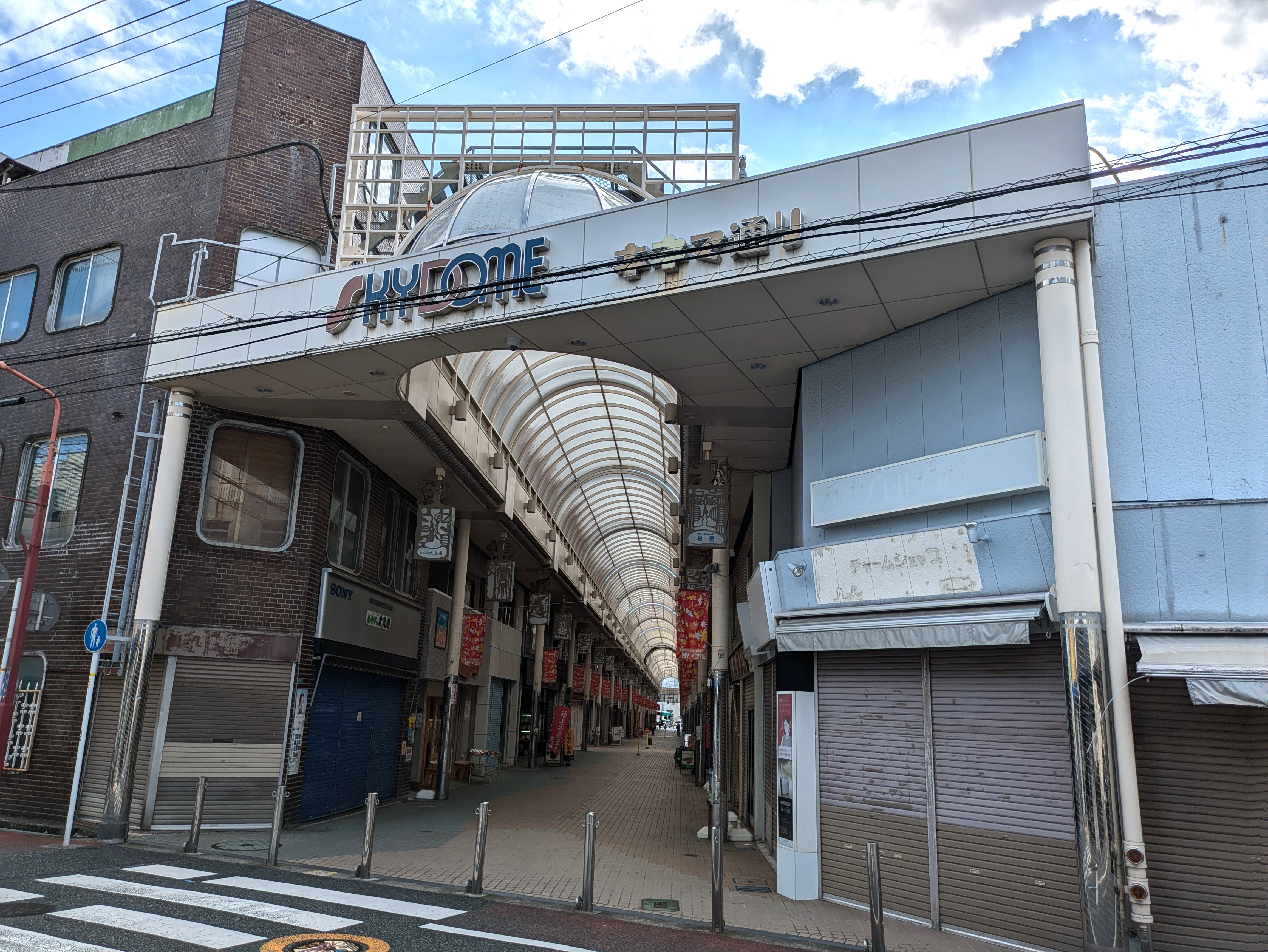
商店街北西入口

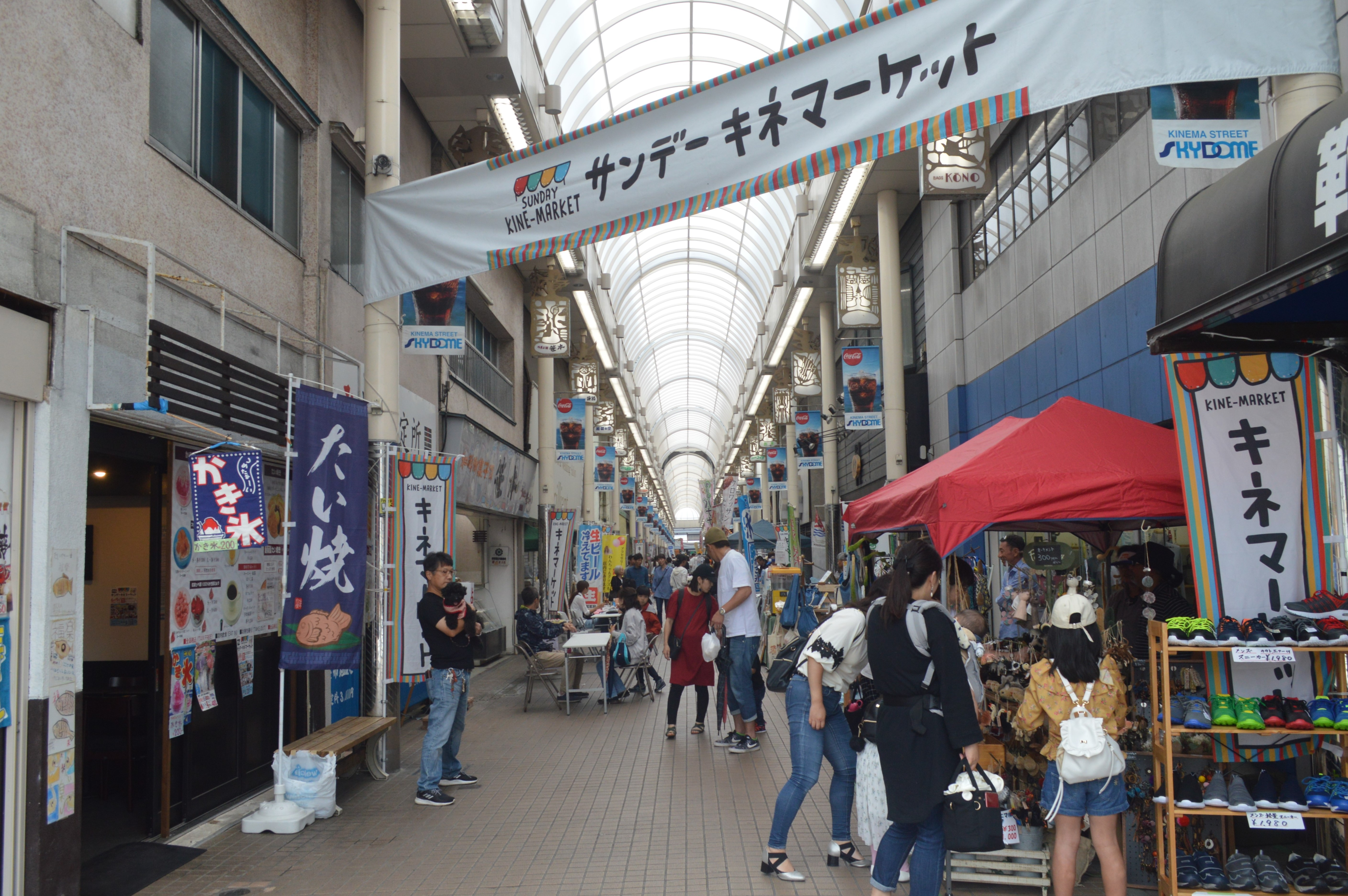
アーケード内部

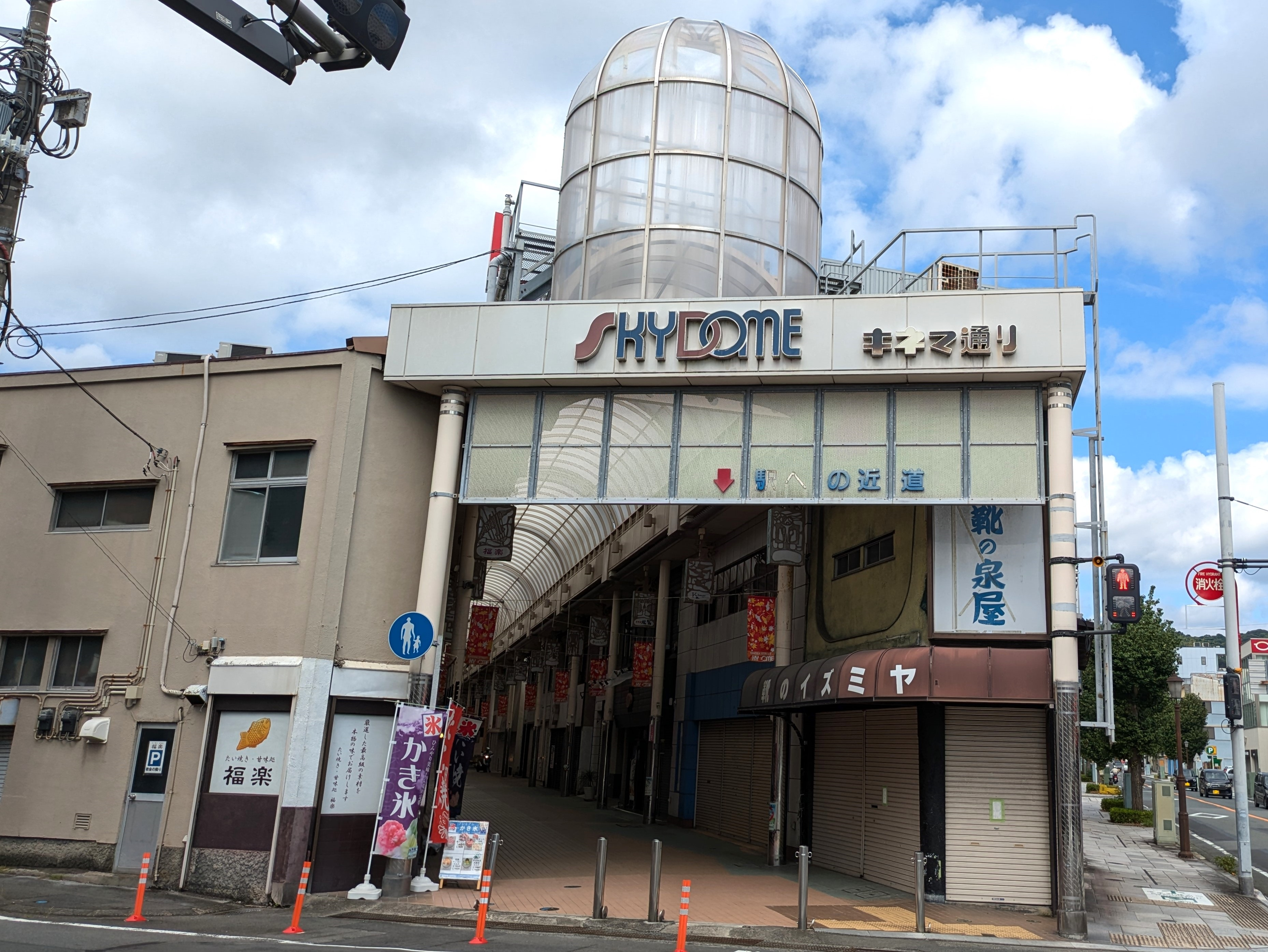
商店街南東入口

キネマ通り商店街（キネマどおりしょうてんがい）とは、静岡県伊東市の商店街。
アーケードの愛称である「スカイドーム」も併せて、スカイドームキネマ通り商店街とも。

## 概要
湯の花通りの南東出口の先、猪戸(ししど)通りから、駅前大通り（駅前いちょう通り）と県道12号（桜木町通り）の交差点までの間を、北西から南東にかけて直線に伸びているアーケード街であり、「キネマ通り」の名称は、戦前にあった映画館「キネマホール」に因んで付けられた古いもの。
戦後にアーケード（スカイドーム）が設置され、商店街が形成されるが、1988年（昭和63年）12月15日にはアーケードの一部を焼失する「松原大火」の被害を経験している。
他の地域の商店街と同じく、1990年代以降に衰退が進んだが、2016年（平成28年）から活性化活動として、日曜日に食品・物販の出店を出す「キネマーケット (サンデーキネマーケット)」が数ヶ月ごとに開催され、一定の成果を挙げている。

## 店舗

### 飲食店
- イタリアンハウス トスカナ（イタリア料理）
- カフェテリア ガレリア439
- 居酒屋 元気
- 居酒屋 立ち飲み45

### 食料品・土産品
- 伊豆柏屋 本店（和菓子）
- 紅谷(べにや)（和菓子）
- 笹本菓子舗（和菓子）
- 福楽（たい焼き、和菓子）
- クーピーズ（洋菓子）
- わさびの大見屋 伊東店
- きむらや青果
- ねりものや武(たけ)（魚すり身/練り物、イートイン）
- ぬくもーる（伊東アンテナショップ）

### 日用品・サービス
- 紙と文具 おおた（文具店）
- メガネのハヤフジ（メガネ店）
- カメラのヤマハン（カメラ店、たばこ・宝くじ）
- チャームショップ柏屋（化粧品店）
- 新丁(しんちょう)薬局（薬局）
- 伊東中央歯科医院
- 伊豆あたみハウジング（不動産）
- ダルマ不動産
- 伊豆の母（占い）

### 服飾
- かとう呉服店
- ナカムラヤ（レディース）
- 丸嶋(まるしま)（レディース）
- Kbags（バッグ）
- 丸屋セレクシオン（バッグ）
- 靴のイズミヤ
- リング工房 翔(しょう)（指輪）
- Brilliant（ウェディング相談、カフェ・雑貨）

## キネマーケット
2016年（平成28年）
- 第1回 - 7/17(日)
- 第2回 - 9/11(日)
- 第3回 - 10/30(日)

2017年（平成29年）
- 第4回 - 2/19(日)
- 第5回 - 5/14(日)
- 第6回 - 7/16(日)
- 第7回 - 9/24(日)
- 第8回 - 11/12(日)

2018年（平成30年）
- 第9回 - 2/18(日)
- 第10回 - 5/20(日)
- 第11回 - 9/9(日)
- 第12回 - 11/25(日)

2019年（平成31年/令和元年）
- 第13回 - 2/17(日)
- 第14回 - 6/9(日)
- 第15回 - 9/29(日)
- 第16回 - 11/24(日)

2020年（令和2年）
- 第17回 - 2/9(日)
- 第21回 - 11/22(日)

2021年（令和3年）
- 第23回 - 5/23(日)
- 第24回 - 7/18(日)
- 第26回 - 10/31(日)

2022年（令和4年）
- 第28回 - 5/15(日)

## 周辺
アーケード街の北西には、伊東駅前へと至る「湯の花通り商店街」が伸びている。
アーケード街の中央部から南西に向かっては、「中央商店街 (中央商店会)/中央アーケード食楽街/ふれあい通り/劇場通り」などと呼ばれるアーケード街が伸びている。